# 土御門天皇
土御門天皇（日语：／ Tsuchimikado Tennō */?；1196年1月3日—1231年11月6日），日本第83代天皇（1198年2月18日—1210年12月12日在位）。後鳥羽天皇的第一皇子。母為久我通親（源通親）的養女（實為法勝寺執行法印能圓之女）承明門院源在子。諱為仁（日语：／ Tamehito）。

## 生平
1198年，後鳥羽天皇讓位給年僅兩歲的為仁親王，是為土御門天皇。實際上，實權由後鳥羽上皇執行院政所掌控。穩重謙和的土御門天皇比活潑開朗的守成親王更適合為天皇，只是守成親王的政治觀點相當接近於父親後鳥羽上皇打倒幕府、回復皇權的訴求，深得上皇的喜愛，所以在後鳥羽上皇院政的影響下，土御門天皇被迫讓位。
承元四年（1210年），在後鳥羽上皇堅持下，十六歲的土御門天皇讓位給當時十四歲的守成親王，是為順德天皇。
父親後鳥羽上皇及弟順德天皇持續為討幕作準備，在承久三年（1221年）順德天皇又讓位給年僅三歲兒子的懷成親王，是為仲恭天皇。同年，後鳥羽上皇向全國發布了討伐鎌倉幕府執權北條義時的敕令，是為承久之亂；但是很快便被北條泰時和北條時房所率領的幕府軍擊敗。後鳥羽上皇、順德上皇被發配到隱岐及佐渡。土御門上皇並未參與討幕，本來不是被處分對象，但他卻自願提出與父親後鳥羽上皇及弟弟順德上皇一同受流配之刑。土御門上皇被流放到了土佐國，後改為流放阿波國，因此被稱作土佐院和阿波院。土御門上皇沒有參與倒幕，因而受到了鐮倉幕府的禮遇，當地的守護在阿波國為上皇建造了宮殿。
1231年10月出家及駕崩。
1242年（仁治3年），四條天皇撞傷頭部不治而死。在討論由繼承人時，朝廷官員主張由順德天皇的兒子忠成王接替，但是遭到了當時的幕府執權北條泰時拒絕。北條泰時認爲順德天皇參與了承久之亂，他的後代不配成為天皇。於是，與承久之亂無關的土御門天皇的兒子——邦仁王登基，是爲後嵯峨天皇。
|  |  | (77)後白河天皇 | (77)後白河天皇 | (77)後白河天皇 | (77)後白河天皇 | (77)後白河天皇 | (77)後白河天皇 |  |  | (78)二條天皇            | (78)二條天皇            | (78)二條天皇            | (78)二條天皇            | (78)二條天皇            | (78)二條天皇            |  |  | (79)六條天皇          | (79)六條天皇          | (79)六條天皇          | (79)六條天皇          | (79)六條天皇          | (79)六條天皇          |  |  |                |                |                |                |                |                |  |  |                  |                |                |                |                |                |  |  |
|  |  | (77)後白河天皇 | (77)後白河天皇 | (77)後白河天皇 | (77)後白河天皇 | (77)後白河天皇 | (77)後白河天皇 |  |  | (78)二條天皇            | (78)二條天皇            | (78)二條天皇            | (78)二條天皇            | (78)二條天皇            | (78)二條天皇            |  |  | (79)六條天皇          | (79)六條天皇          | (79)六條天皇          | (79)六條天皇          | (79)六條天皇          | (79)六條天皇          |  |  |                |                |                |                |                |                |  |  |                  |                |                |                |                |                |  |  |
|  |  |                |                |                |                |                |                |  |  | 以仁王                  | 以仁王                  | 以仁王                  | 以仁王                  | 以仁王                  | 以仁王                  |  |  | 某王（北陸宮）        | 某王（北陸宮）        | 某王（北陸宮）        | 某王（北陸宮）        | 某王（北陸宮）        | 某王（北陸宮）        |  |  |                |                |                |                |                |                |  |  |                  |                |                |                |                |                |  |  |
|  |  |                |                |                |                |                |                |  |  | 以仁王                  | 以仁王                  | 以仁王                  | 以仁王                  | 以仁王                  | 以仁王                  |  |  | 某王（北陸宮）        | 某王（北陸宮）        | 某王（北陸宮）        | 某王（北陸宮）        | 某王（北陸宮）        | 某王（北陸宮）        |  |  |                |                |                |                |                |                |  |  |                  |                |                |                |                |                |  |  |
|  |  |                |                |                |                |                |                |  |  | (80)高倉天皇            | (80)高倉天皇            | (80)高倉天皇            | (80)高倉天皇            | (80)高倉天皇            | (80)高倉天皇            |  |  | (81)安德天皇          | (81)安德天皇          | (81)安德天皇          | (81)安德天皇          | (81)安德天皇          | (81)安德天皇          |  |  |                |                |                |                |                |                |  |  |                  |                |                |                |                |                |  |  |
|  |  |                |                |                |                |                |                |  |  | (80)高倉天皇            | (80)高倉天皇            | (80)高倉天皇            | (80)高倉天皇            | (80)高倉天皇            | (80)高倉天皇            |  |  | (81)安德天皇          | (81)安德天皇          | (81)安德天皇          | (81)安德天皇          | (81)安德天皇          | (81)安德天皇          |  |  |                |                |                |                |                |                |  |  |                  |                |                |                |                |                |  |  |
|  |  |                |                |                |                |                |                |  |  | 亮子内親王 （殷富門院） | 亮子内親王 （殷富門院） | 亮子内親王 （殷富門院） | 亮子内親王 （殷富門院） | 亮子内親王 （殷富門院） | 亮子内親王 （殷富門院） |  |  | 守貞親王 （後高倉院） | 守貞親王 （後高倉院） | 守貞親王 （後高倉院） | 守貞親王 （後高倉院） | 守貞親王 （後高倉院） | 守貞親王 （後高倉院） |  |  | (86)后堀河天皇 | (86)后堀河天皇 | (86)后堀河天皇 | (86)后堀河天皇 | (86)后堀河天皇 | (86)后堀河天皇 |  |  | (87)四条天皇     | (87)四条天皇   | (87)四条天皇   | (87)四条天皇   | (87)四条天皇   | (87)四条天皇   |  |  |
|  |  |                |                |                |                |                |                |  |  | 亮子内親王 （殷富門院） | 亮子内親王 （殷富門院） | 亮子内親王 （殷富門院） | 亮子内親王 （殷富門院） | 亮子内親王 （殷富門院） | 亮子内親王 （殷富門院） |  |  | 守貞親王 （後高倉院） | 守貞親王 （後高倉院） | 守貞親王 （後高倉院） | 守貞親王 （後高倉院） | 守貞親王 （後高倉院） | 守貞親王 （後高倉院） |  |  | (86)后堀河天皇 | (86)后堀河天皇 | (86)后堀河天皇 | (86)后堀河天皇 | (86)后堀河天皇 | (86)后堀河天皇 |  |  | (87)四条天皇     | (87)四条天皇   | (87)四条天皇   | (87)四条天皇   | (87)四条天皇   | (87)四条天皇   |  |  |
|  |  |                |                |                |                |                |                |  |  | 式子内親王              | 式子内親王              | 式子内親王              | 式子内親王              | 式子内親王              | 式子内親王              |  |  | (82)後鳥羽天皇        | (82)後鳥羽天皇        | (82)後鳥羽天皇        | (82)後鳥羽天皇        | (82)後鳥羽天皇        | (82)後鳥羽天皇        |  |  | (83)土御門天皇 | (83)土御門天皇 | (83)土御門天皇 | (83)土御門天皇 | (83)土御門天皇 | (83)土御門天皇 |  |  | (88)後嵯峨天皇   | (88)後嵯峨天皇 | (88)後嵯峨天皇 | (88)後嵯峨天皇 | (88)後嵯峨天皇 | (88)後嵯峨天皇 |  |  |
|  |  |                |                |                |                |                |                |  |  | 式子内親王              | 式子内親王              | 式子内親王              | 式子内親王              | 式子内親王              | 式子内親王              |  |  | (82)後鳥羽天皇        | (82)後鳥羽天皇        | (82)後鳥羽天皇        | (82)後鳥羽天皇        | (82)後鳥羽天皇        | (82)後鳥羽天皇        |  |  | (83)土御門天皇 | (83)土御門天皇 | (83)土御門天皇 | (83)土御門天皇 | (83)土御門天皇 | (83)土御門天皇 |  |  | (88)後嵯峨天皇   | (88)後嵯峨天皇 | (88)後嵯峨天皇 | (88)後嵯峨天皇 | (88)後嵯峨天皇 | (88)後嵯峨天皇 |  |  |
|  |  |                |                |                |                |                |                |  |  | 覲子内親王 （宣陽門院） | 覲子内親王 （宣陽門院） | 覲子内親王 （宣陽門院） | 覲子内親王 （宣陽門院） | 覲子内親王 （宣陽門院） | 覲子内親王 （宣陽門院） |  |  |                       |                       |                       |                       |                       |                       |  |  | (84)順德天皇   | (84)順德天皇   | (84)順德天皇   | (84)順德天皇   | (84)順德天皇   | (84)順德天皇   |  |  | (85)仲恭天皇     | (85)仲恭天皇   | (85)仲恭天皇   | (85)仲恭天皇   | (85)仲恭天皇   | (85)仲恭天皇   |  |  |
|  |  |                |                |                |                |                |                |  |  | 覲子内親王 （宣陽門院） | 覲子内親王 （宣陽門院） | 覲子内親王 （宣陽門院） | 覲子内親王 （宣陽門院） | 覲子内親王 （宣陽門院） | 覲子内親王 （宣陽門院） |  |  |                       |                       |                       |                       |                       |                       |  |  | (84)順德天皇   | (84)順德天皇   | (84)順德天皇   | (84)順德天皇   | (84)順德天皇   | (84)順德天皇   |  |  | (85)仲恭天皇     | (85)仲恭天皇   | (85)仲恭天皇   | (85)仲恭天皇   | (85)仲恭天皇   | (85)仲恭天皇   |  |  |
|  |  |                |                |                |                |                |                |  |  |                         |                         |                         |                         |                         |                         |  |  |                       |                       |                       |                       |                       |                       |  |  |                |                |                |                |                |                |  |  | 忠成王（岩倉宮） |                |                |                |                |                |  |  |
|  |  |                |                |                |                |                |                |  |  |                         |                         |                         |                         |                         |                         |  |  |                       |                       |                       |                       |                       |                       |  |  |                |                |                |                |                |                |  |  |                  |                |                |                |                |                |  |  |

## 家族
- 父：後鳥羽天皇（1180-1239）
- 母：源在子（1171-1258，承明門院）：能圓之女、源通親養女
- 中宮：大炊御門麗子（1185-1243，陰明門院）：大炊御門賴實之女
- 典侍：源通子（？-1221）：源通宗之女

- 宮人：
  - 美作掌侍：高階仲資之女
  - 源貞光之女
  - 尾張局：覺安之女
  - 源氏：尋惠之女
  - 治部卿局（藤原氏）：定勝之女
  - 大宮局：源有雅之女
  - 藤原氏：圓譽之女
  - 宮內卿局（藤原氏）
  - 藤原氏：兼尊之女
  - 左京大夫局（源氏）：証遍之女
  - 丹波局：雲顯之女

- 皇子：
  - 美作掌侍：
    - 道仁法親王（1209-1263）：園城寺長吏

  - 尾張局：
    - 尊守法親王（1210-1260）

  - 源通子：
    - 仁助法親王（日语：仁助法親王）（1214-1262）：四天王寺別當（日语：別当）
    - 静仁法親王（1216-1296）：法住寺、熊野三山檢校（日语：熊野三山検校）
    - 邦仁親王（1220-1272，後嵯峨天皇）

  - 尋惠之女：
    - 尊助法親王（1217-1290，大原宮）：天台座主

  - 治部卿局（藤原氏）：
    - 道圓法親王（1210-1240，蓮華光院）

  - 兼尊之女：
    - 增仁

  - 圓譽之女：
    - 最仁法親王（1228-1295）：天台座主

  - 生母不詳：
    - 懷尊
    - 寂惠

- 皇女：
  - 源通子：
    - 春子女王（1211-1230）
    - 覺子內親王（日语：覚子内親王）（1213-1285，正親町院）

  - 源貞光之女 ：
    - 秀子女王

  - 宮內卿局：
    - 知子女王

  - 治部卿局：
    - 信子女王

  - 源有雅之女：
    - 曦子內親王（1224-1262）：伊勢齋宮，後嵯峨天皇准母

  - 左京大夫局：
    - 諄子內親王（准三宮）

  - 丹波局：
    - 是子内親王

## 在位時期年号
- 建久 （1198年1月11日） - 1199年4月27日
- 正治 1199年4月27日 - 1201年2月13日
- 建仁 1201年2月13日 - 1204年2月20日
- 元久 1204年2月20日 - 1206年4月27日
- 建永 1206年4月27日 - 1207年10月25日
- 承元 1207年10月25日 - （1210年11月25日）

| 前任： 后鸟羽天皇 | 日本天皇 | 繼任： 顺德天皇 |